# Clanoptilus barnevillei
Clanoptilus barnevillei är en skalbaggsart som först beskrevs av Puton 1865.  Clanoptilus barnevillei ingår i släktet Clanoptilus, och familjen Malachiidae. Arten är reproducerande i Sverige.